# Global økologi
Den globale økologi er hele biosfærens økologi. Den globale økologi beskæftiger sig med de kosmiske vilkår og med helheden af globale betingelser for livet i biosfæren.

## Kosmiske vilkår
De kosmiske vilkår består i to ting:
- Solindstrålingen har en størrelse, som afhænger af solens masse og af klodens afstand fra solen. Det er efterhånden klarlagt, at indstrålingen ikke har været stabil gennem Jordens historie. Solen gennemløber en udvikling, som styres af den mængde brint, den bestod af, da kerneprocesserne satte ind, og den udvikling giver anledning til svingninger i udstrålingens størrelse. Men også solpletaktiviteten har indflydelse på mængden af stråling, som Jorden modtager, og især på sammensætningen af det strålingsspektrum, som når os. Tilsammen giver solindstrålingen det energitilskud, der forhindrer, at alt ender i formløs entropi.

## Globale vilkår
Under de globale vilkår må nævnes:
- Omløbsbanen er elliptisk med solen i det ene brændpunkt. Det tager ca. 365,25 dage at nå tilbage til samme punkt på banen. Det bestemmer årets længde. I løbet af året gennemkrydser Jorden rummet på en måde, så den er tættere på solen i den ene halvdel af året, men længere fra den i den anden halvdel.
- Forandring af omløbsbanen er den 71.000-årige periode, hvor jordens nordlige og sydlige halvkugle skifter plads i forhold til solen og omløbsbanen. Til tider har den nordlige halvkugle sommer, mens Jorden er i den del af banen, hvor den er tættest på solen (perihelium). Til andre tider er det den sydlige halvkugle, som har sommer, mens kloden er tættest på. Det er sommerens varmemængde, der afgør, om der skal være istid, og solindstrålingen er mest kraftig på den nordlige halvkugle, når nordpolen vender ind mod solen i sommerhalvåret.
- Månens indvirkning er noget, man først lige er ved at blive klar over. Det står dog fast, at månen har stabiliseret jordens rotation. Den har også medvirket til, at omdrejningsaksen bliver holdt fast i den vinkel, den har i forhold til Jordens omløbsbane.
- Hældningen på omdrejningsaksen er betydningsfuld for den globale økologi. Den bestemmer nemlig breddegradernes effekt, for i den del af omdrejningsaksens "wobble", hvor hældningen er stærkest, flyttes vendekredsene væk fra ækvator og polarcirklerne væk fra polerne. For tiden går udviklingen den anden vej, sådan at afstanden mellem polarcirkel og vendekreds bliver større og større. Hældningsvinklen bestemmer simpelt hen, hvor meget indstråling et bestemt punkt vil modtage på et år. På ækvator får man mest indstråling, for der står solen lodret over jordoverfladen på de to jævndøgn. Solen står derimod kun lodret over den nordlige vendekreds på Sommersolhverv. Det betyder mindre opvarmning og især mindre i den periode, hvor solen står lodret over punkter på den sydlige halvkugle. Den forskel bliver endnu mere følelig, jo længere nordpå (eller sydpå) man kommer. Hos os på den 56. breddegrad er der en betydelig forskel på sommer og vinter, men når man står på polarcirklen, har man en dag om året, hvor solen er skjult (nemlig mens den står lodret over den sydlige vendekreds, altså på Vintersolhverv). Her er sommeren meget kort og vinteren meget lang. Det bliver endnu mere udtalt, jo længere nordpå, man kommer. På den 90. breddegrad (altså Nordpolen) er der dag 182,5 dage om året. De andre 182,5 dage er det nat uafbrudt. Disse vilkår bestemmer klimaet i meget grove træk.
- Rotationshastigheden, dvs. den tid det tager kloden at dreje en hel omgang, er som nævnt blevet stabiliseret af månen. Da rotationen har retning mod øst (på Nordpolen ville det være mod uret), ser det ud, som om solen står op i øst og går ned i vest. For tiden er et døgn på 24 timer, men det har været kortere, for jorden har roteret meget hurtigere. Mange af organismernes livsprocesser er styret af døgnrytmen, så den har stor betydning for økologien.

## Pladetektonik
Det har været meget afgørende for udviklingen af både arter, populationer og økosystemer, hvordan forbindelserne har været mellem de store landområder, man kalder kontinenterne. Det er en fastslået kendsgerning, at kontinenterne sejler rundt på den flydende magma i Jordens kappe. Af og til støder de sammen og danner dybe grave i havbunden eller høje bjergkæder langs den fælles frontlinje. Til andre tider skilles de med planter og dyr om bord og holder sig uden for kontakt med andre kontinenter i millioner af år.
- Pangæa (fra græsk pan = "alle" + gaea = "land", altså: "alt land") er navnet, som Alfred Wegener brugte om det superkontinent, der var opstået i den mesozoiske periode, dvs. før pladetektonikken splittede det op i delkontinenter. Pangæa gik i stykker for ca. 200 millioner år siden. Dengang kontinenterne blev samlet til Pangæa, blev der dannet bjergkæder, og nogle af dem findes stadigvæk. Det er f.eks. Appalachian Mountains og Ural. Det kæmpestore ocean, der omgav Pangæa, hed Panthalassa. Kappen under Pangæas tidligere placering er stadig ophedet, og den forsøger at løfte sig. Derfor ligger Afrika snesevis af meter over de andre kontinenter. I løbet af juratiden gik Pangæa i to stykker:

- Gondwana eller Gondwanaland, som omfattede det meste af, hvad der er den sydlige halvkugles kontinenter: Antarktis, Sydamerika, Afrika, Madagaskar, Indien, Australien-Ny Guinea, New Zealand og Ny Kaledonien. Selv om Gondwana lå omtrent der, hvor Antarktis ligger i dag (på klodens sydpol), var klimaet for det meste mildt. De globale gennemsnitstemperaturer var betydeligt højere i Mesozoicum, end de er i dag. Superkontinentet begyndte at gå i stykker i den sene juraperiode (for ca. 160 millioner år siden), da Afrika skilte sig ud og langsomt drev mod nord. Den næste store blok der brød løs, var Indien. Det skete i den tidlige kridttid (for ca. 125 millioner år siden). New Zealand fulgte efter for ca. 80 millioner år siden, og i Palæogen begyndte Australien-Ny Guinea gradvis at skille sig ud og flyde nordpå (for ca. 55 millioner år siden). Det mest afgørende var dog, da Sydamerika blev skilt fra i oligocæn (for ca. 30 millioner år siden). Det åbnede en passage mellem Antarktis og resten af kontinenterne, så der ikke længere var noget, der tvang Sydhavets vand nordpå for at blive udskiftet med varmt, tropisk vand, som dannede en varm, sydgående strøm. Fra da af dannedes den kolde, cirkumpolare strøm, der holder Antarktis isoleret i sin egen kulde. Havtemperaturerne faldt næsten 10º, og det globale klima blev meget mere køligt.

- Laurasien var det andet superkontinent, som brød ud fra Pangæa i det sene mesozoicum. Laurasien deltes snart efter i Eurasien og Nordamerika. Det skete for ca. 200 millioner år siden. Mellem de to kontinenter blev der dannet en spalte, som stadigvæk åbner sig. Det meste af den ligger på havbunden midt i Atlanten, men et kort stykke kan ses nær Thingvallir på Island. Der kan man røre ved granitten, som hører til Nordamerika, gå nogle få skridt og røre ved den europæiske granit.

- I dag er der følgende kontinentale plader:
  - Afrikanske Plade
  - Antarktiske Plade
  - Arabiske Plade
  - Kokos Plade
  - Explorer Plade
  - Eurasiske Plade
  - Gorda Plade
  - Indo-Australske Plade
  - Juan de Fuca Plade
  - Nazca Plade
  - Nordamerikanske Plade
  - Stillehavsplade
  - Filippinske Plade
  - Sydamerikanske Plade

## Havstrømme
Havstrømme flytter enten koldt eller varmt vand. Koldstrømme dannes ved polerne, og de indeholder forholdsvis meget ferskvand, som stammer fra smeltevand. Varmstrømme dannes ved ækvator og rummer et højt saltindhold. Havstrømmene har en meget markant indvirkning på de kontinenter, de passerer. Havstrømmene betyder en hel del for gennemsnitstemperaturen over land, men det væsentligste er nok deres betydning for nedbørsmønstret. I store træk betyder koldstrømme, at regnen falder over havet, sådan at landjorden bliver forholdsvis tør. Mange ørkener ligger lige dér, hvor en koldstrøm passerer (Sahara eller Namibia f.eks.). Modsat betyder varme strømme, at der sker en øget fordampning over havet, sådan at der falder forholdsvis meget nedbør over land. Mange regnskove ligger ud for varme havstrømme Olympic rain forest eller regnskovene i New Zealand). De vigtigste havstrømme er følgende: (k = koldstrøm; v = varmstrøm)
- Nordhavet
  - Østgrønlandske havstrøm k
  - Norske havstrøm v

- Atlanterhavet
  - Labrador k
  - Golfstrømmen v
  - Nordækvatoriale havstrøm v
  - Sydækvatoriale havstrøm v
  - Nordbrasilianske havstrøm v
  - Guinea havstrøm v
  - Angola havstrøm K
  - Brasilianske havstrøm v
  - Benguela havstrøm k
  - Sydatlantiske havstrøm k
  - Malvinas havstrøm k

- Stillehavet
  - Aleutiske havstrøm k
  - Humboldtstrøm (eller peruvianske havstrøm) k
  - Kuroshio strøm (eller japanske havstrøm) v
  - Nordækvatoriale havstrøm v
  - Sydækvatoriale havstrøm v
  - Cromwell understrøm k

- Indiske Ocean
  - Agulhas havstrøm v
  - Østmadagascar havstrøm k
  - Somali havstrøm v
  - Mozambique havstrøm v
  - Leeuwin havstrøm v
  - Indonesiske gennemstrømning v
  - Nordækvatoriale havstrøm v
  - Sydækvatoriale havstrøm v
  - Indiske monsunstrøm v

- Sydhavet
  - Antarktiske circumpolare havstrøm k
  - Weddell hvirvlen k

## Istider
Man kender endnu ikke de præcise årsager til, at der opstår istider. Derimod ved man, at de har været der med mellemrum siden Jordens ældste, geologiske historie. Den seneste istid er muligvis slet ikke slut, men kun midlertidigt erstattet af en varm mellemistid, som vi lever i.
- Kontinenternes placering i forhold til polerne har derimod haft en åbenlys betydning for de ødelæggelser, isen kan forvolde på biotoperne. I perioder, hvor der ikke har ligget landområder ved polerne, var der været gode muligheder for, at økosystemerne kunne flytte sig i takt med kuldens fremtrængen. Modsat har katastroferne været betydelige, når hele kontinenter har ligget ved polerne (som det er tilfældet for tiden).
- Bjergkædernes hovedretning har også betydet meget for, hvor ødelæggende istiderne har været for økosystemer og populationer. Hvor bjergkæderne har en nord-sydlig længderetning, kan hele økosystemer og enkelte arter uhindret vandre mod syd og finde refugier under mildere himmelstrøg. Modsat vil bjergkæder med en øst-vestlig længderetning danne en uoverstigelig barrière, som betyder udslettelse af arter, populationer og økosystemer. Det sidste har været tilfældet i Europa i de 25 millioner år, hvor Alperne har eksisteret. Det har f.eks. betydet at et træ som Sumpcypres (Taxodium) er blevet udryddet her, mens det har overlevet i både Nordamerika og Østasien, hvor bjergene ikke forhindrer tilbagetrækning af økosystemerne.
- Havsænkning er en naturlig følge af istider. Når en stor del af klodens vand bindes som is, synker vandspejlet i havene. Hver gang en istid har gjort to kontinenter landfaste med hinanden, har det betydet, at de har udvekslet arter med hinanden. De nye arter, som indvandrer først, er ofte aggressive generalister, der kan fortrænge kontinentets egne arter fra de nicher, de er tilpasset. Landbroer betyder i første omgang en forøgelse af biodiversiteten, men i næste omgang (efter at konkurrencen har udryddet de svageste arter) en svind i den naturlige variation.
- Vandstigninger opstår, når istider slutter eller afløses af mellemistider. Det er interessant at overveje, hvad det må have betydet for økosystemerne, da Atlanterhavet brød gennem landforbindelsen ved Gibraltar, sådan at der blev hav mellem Europa og Afrika. Korsikas flora er f.eks. præget af, at øen har været landfast og åben for indvandring af nye arter i flere perioder, men er blevet isoleret efter at Middelhavet opstod. En tilsvarende katastrofe opstod, da Middelhavet brød igennem ved Bosporus og opfyldte det område, som nu er Sortehavet. Katastrofen ligger kun 8000 år tilbage, og den kan måske være den reelle baggrund for de mange sagn om syndfloder.

## Klimabælter
Klimabælter er en meget grov inddeling af økosystemerne. Den bygger på de forskelle, som alene skyldes områdernes placering i forhold til ækvator. Det vil sige, at klimabælterne er bestemt af den mængde solindstråling, som jordoverfladen modtager pr. år. Bælternes udstrækning bestemmes af temperaturen i henholdsvis den varmeste og den koldeste måned. Man taler om tropisk, subtropisk, tempereret og polart klima.
- Tropisk bælte: Aldrig frost og en middeltemperatur i alle måneder på over +15 °C.
  - Regnskove
  - Savanner
  - Ørkener
- Subtropisk bælte: Lange, varme somre, hvor middeltemperaturen for den varmeste måned er over +20 °C. Men også kortvarige, milde vintre, med frost en sjælden gang. Middeltemperaturen for den koldeste måned er over +10 °C.
  - Stedsegrøn skov
  - Steppe
  - Maki/frygeana
  - Ørkener
- Tempereret bælte: Vintre med langvarig frost og snedække. Middeltemperaturen for den varmeste måned er minimum +10 °C.
  - Tempererede regnskove
  - Løvfældende skove
  - Stedsegrønne nåleskove
  - Græsstepper
  - Buskstepper
- Polart bælte: Lange, strenge vintre og kølige somre. Middeltemperaturen for varmeste måned er under +10 °C.
  - Taiga
  - Kratskove
  - Tundra

## Jordens temperatur pr. 1. januar 2004
- Gennemsnit for hele kloden år 2003: 14,45 °C.
- Gennemsnittet for perioden 1961-1990 var 14,0 °C.
- 2003 var det tredjevarmeste år, siden målingerne begyndte for ca. 140 år siden.
- De to varmeste år har været 1998 og 2002
- De seneste 25 år har alle haft temperaturgennemsnit, som lå over det samlede gennemsnit for perioden 1961-1990
- De 10 varmeste år har alle ligget efter 1990